# Teejan Bai
Teejan Bai (nacida el 24 de abril de 1956 en Chhattisgarh) es una cantante de la India exponente del Pandavani, forma tradicional del arte escénico hindú de Chhattisgarh que consiste en la representación de cuentos del Mahabharata con acompañamientos musicales.

## Biografía
Teejan Bai nació en la aldea de Ganiyari, 14 km al norte de Bhilai, en Chunuk Pardhi Lal.
Ella es la mayor entre sus cinco hermanos, de los casos, escuchó a su abuelo materno, Brijlal Pradhi, recitar el Mahabharata escrito por Chattisgarhi, de la obra Sabal Sinh Chauhan en Chattisgarhi Hindi. Ella inmediatamente le gustó de él y pronto memorizó gran parte del poema, y más adelante se entrenó de manera informal en el Umed Singh Deshmukh.

## Carrera
A los 13 años, dio su primera actuación en público en un pueblo vecino, Chandrakhuri (Durg) con un costo de 10 rupias., interpretando canciones como shaili Kapalik de "Pandavani", fue la primera vez que una cantante femenina interpretara este estilo de canciones, ya que tradicionalmente las mujeres solo solían interpretar en la Vedamati, a su estilo determinado. Contrariamente a la tradición, Teejan Bai, realiza conciertos aplicando su alta voz de forma típica guttral y entusiasmo inconfundible, entrando en lo que era hasta la fecha un bastión masculino.
En poco tiempo, se dio a conocer en los pueblos vecinos y las invitaciones le llegaron para actuar en ocasiones especiales y fiestas.
Su gran oportunidad llegó, cuando Habib Tanvir, una personaje célebre de teatro de Madhya Pradesh, descubrió su talento, y fue invitada para realizar por el entonces primer ministro, Indira Gandhi. No había vuelta atrás a partir de entonces, con el tiempo recibió el reconocimiento nacional e internacional, nominación llamada Padma Shri en 1988, Sangeet Natak Premio Akademi, en 1995, y el Padma Bhushan en el año 2003.

## Premios
- 1988, Premio Padma Shri
- 1995, Premio Académico Sangeet Natak
- 2003, Excmo. D. Litt, Bilaspur Universidad
- 2003, Premio Padma Bhushan